# Nerine bowdenii
Неріне Боудена (Nerine bowdenii) — вид рослини родини амарилісові.

## Назва
В англійській мові має назву «Квітка мису» (англ. Cape flower). Назва роду походить від грецьких німф нереїд. Видова назва походить від імені південноафриканського геодезиста Боудена (Athelstan Cornish-Bowden), що надіслав цибулини рослини своїй матері в Англію, Південний Девоншир. Після того, як рослина розрослася, її почали поширювати серед власників садів у тому числі вона потрапила у Розплідники Вейтча (Veitch Nurseries) та Ботанічний сад К'ю, де була описана Віл'ямом Ватсоном (William Watson). 

## Будова
Трав'янистий цибулинний багаторічник з яскравими рожевими квітами на високій 60 см квітконіжці, що з'являються наприкінці літа перед листям. У культурних сортів квіти можу з'являтися разом з листям. Квіти з довгими загнутими пелюстками пахнуть мускусом. Листя блискуче до 30 см завдовжки. 

## Поширення та середовище існування
Зростає у Південній Африці в горах на бідному кам'янистому ґрунті.

## Практичне використання
Вирощується як декоративна рослина.

## Галерея

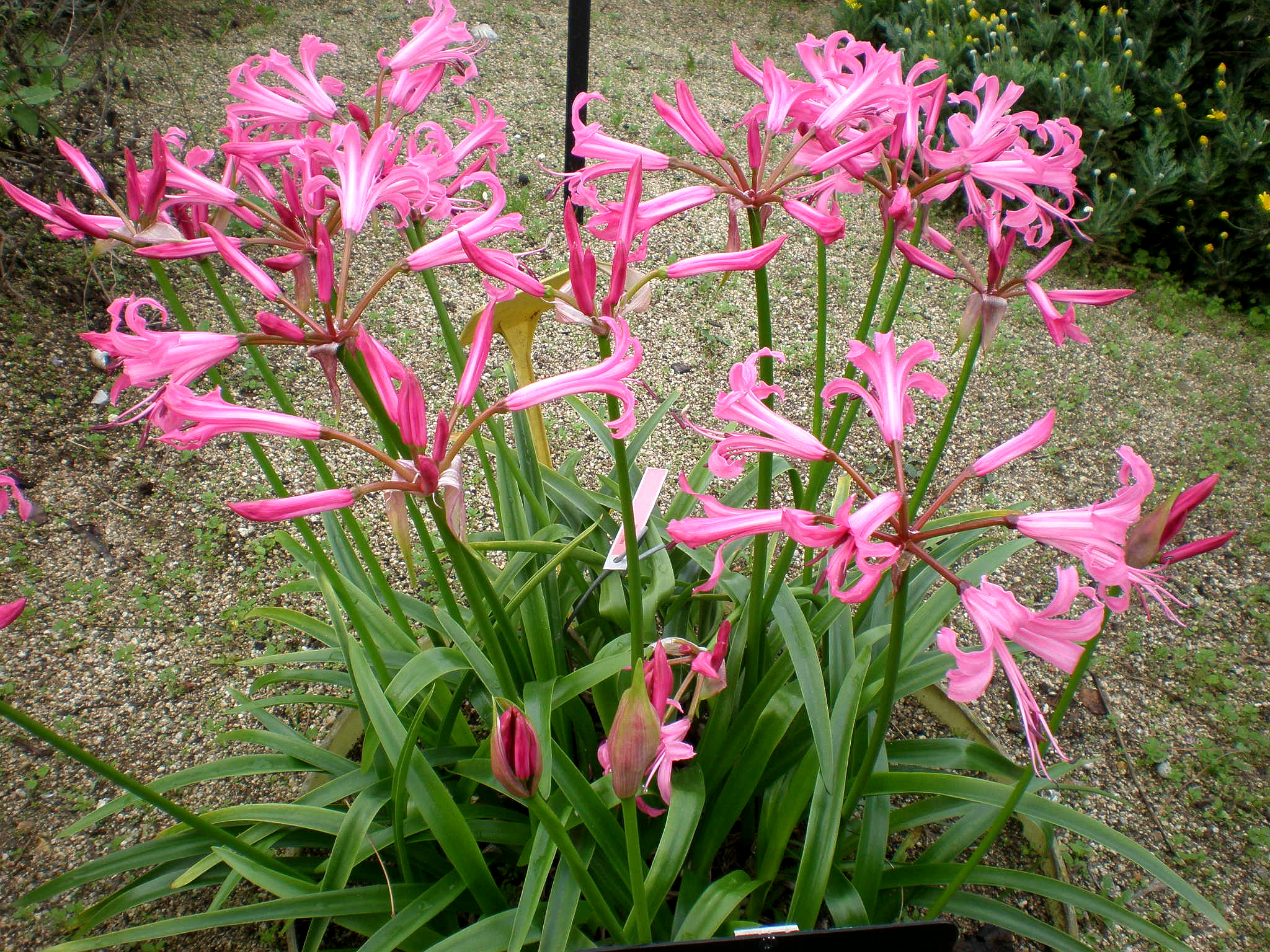
Культурний сорт
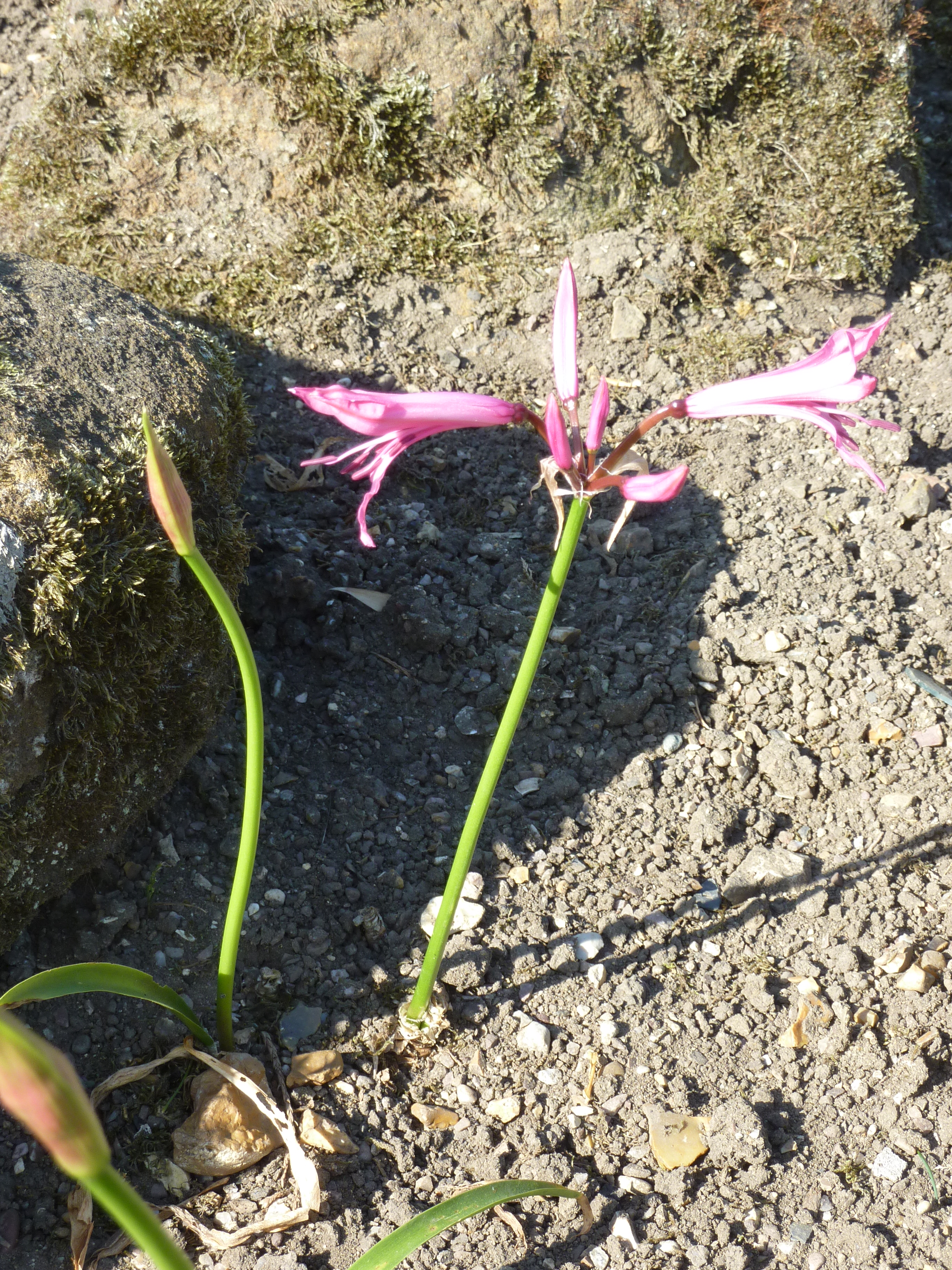
Дикоросла особина
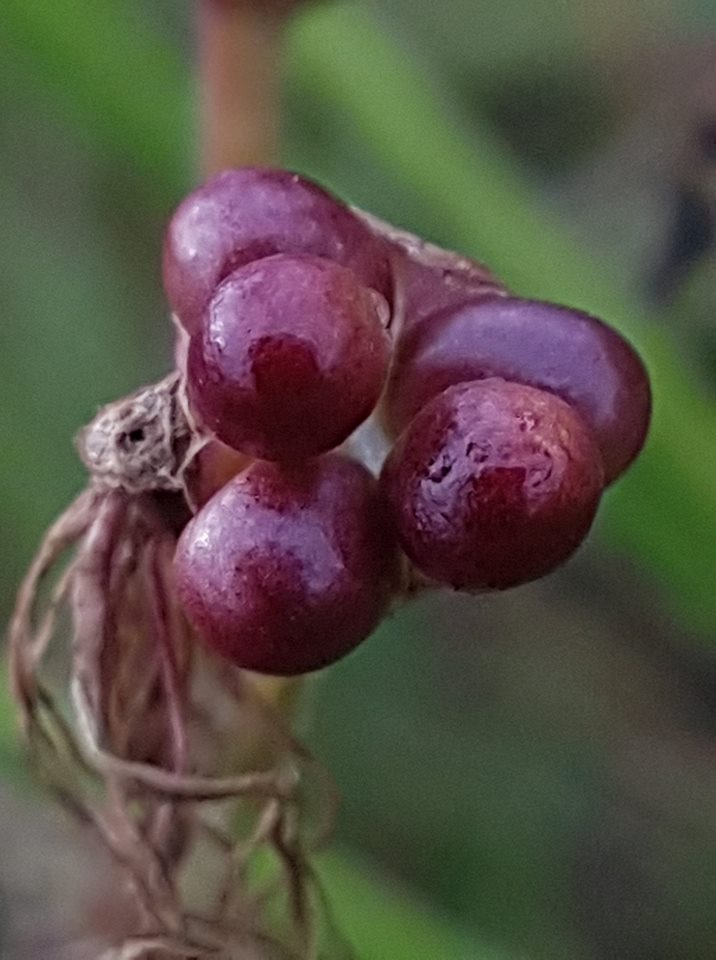
Плоди